# Vladimir Zworykin

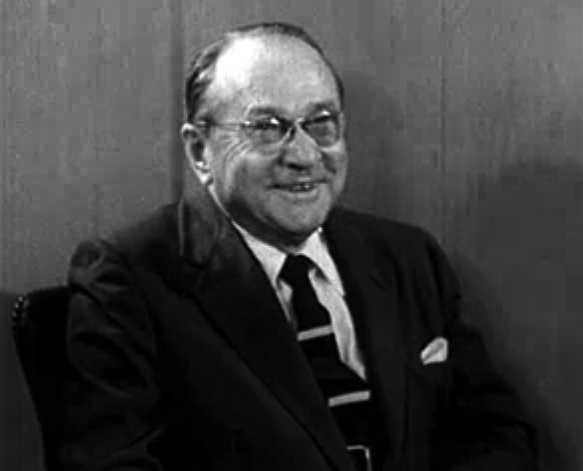
Vladimir Kosma Zworykin (um 1956)

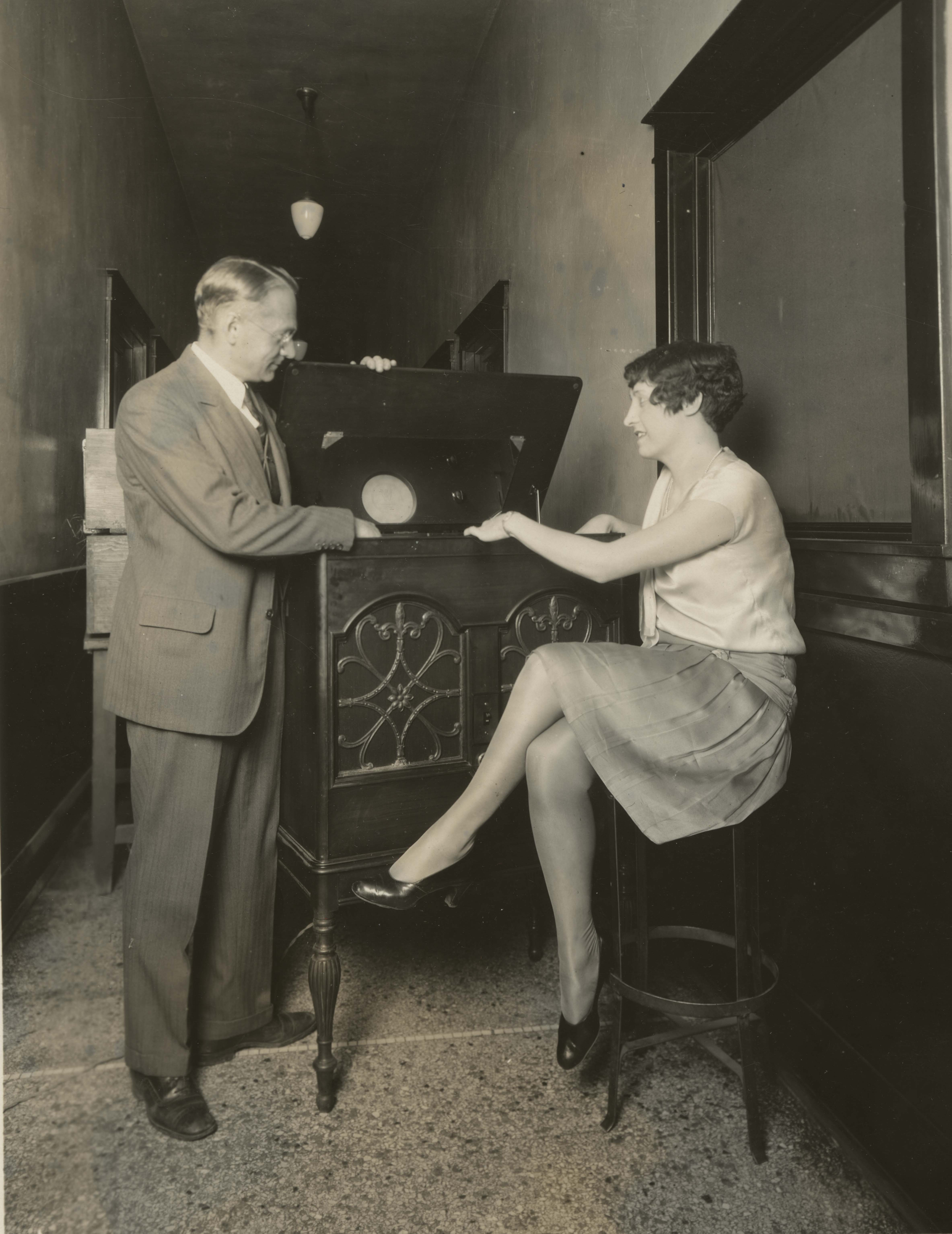
Vladimir Kosma Zworykin und Mildred Birt vor einem Kineskop, 1929

Vladimir Kosma Zworykin (ursprünglich russisch Владимир Козьмич Зворыкин Wladimir Kosmitsch Sworykin; * 17. Julijul. / 29. Juli 1888greg. in Murom, Russisches Kaiserreich; † 29. Juli 1982 in Princeton, New Jersey) war ein russisch-amerikanischer Ingenieur, Physiker und Erfinder.

## Leben und Werk
Vladimir Zworykin studierte von 1906 bis 1912 an der Universität Sankt Petersburg. Er war ein Schüler des Fernsehpioniers Boris Rosings. Von 1912 bis 1914 setzte er sein Studium in Paris, im Collège de France, unter Führung von Paul Langevin fort. Während des Ersten Weltkrieges diente er bei der Fernmeldetruppe, danach arbeitete er in der Offiziers-Radioschule im damals Petrograd genannten Sankt Petersburg. Nach der Oktoberrevolution 1917 floh er nach Omsk, damals das Zentrum der antibolschewistischen Bewegung in Sibirien, wo er sich mit dem Bau von Radiostationen beschäftigte. 1919, während einer Dienstreise nach New York, wurde die antibolschewistische Bewegung in Sibirien endgültig zerschlagen, daher gab es keinen Weg mehr zurück in die Heimat. In den USA wurde er Angestellter bei der Westinghouse Electric Corporation, wo er die im Jahre 1923 patentierte Ikonoskop-Röhre entwickelte. Das Ikonoskop ist das erste brauchbare Gerät zur elektronischen Abtastung und Zerlegung von Bildern in elektrische Signale. Dessen Prototyp wurde durch Zworykin aber erst 1933 verwirklicht, zu einem Zeitpunkt, als sein Konkurrent Farnsworth diese Röhre schon gebaut und in einer Kamera eingesetzt hatte (zuerst 1926). Jedoch erfand Zworykin 1929 die Kineskop-Röhre zur elektronischen Wiedergabe dieser Bilder und gilt damit als einer der Väter des modernen elektronischen Fernsehens. Die überwiegend bis in die 1990er Jahre produzierten Bildröhren entsprechen praktisch Zworykins Kineskop.
Zworykin war auch an der Entwicklung des Farbfernsehens und des Elektronenmikroskops (1942) beteiligt.
Das IEEE verlieh zwischen 1952 und 1986 einen nach Zworykin benannten Preis für herausragende technische Entwicklungen auf dem Gebiet Television.

## Mitgliedschaft
1941 wurde Zworykin in die American Academy of Arts and Sciences gewählt, 1943 in die National Academy of Sciences und 1948 in die American Philosophical Society. Seit 1931 war er Fellow der American Physical Society.

## Persönliches
Die Schachspielerin Kira Sworykina war eine Nichte von Zworykin.

## Veröffentlichungen
- V. K. Zworykin, Earl DeWitt Wilson: Photocells and their Application. J. Wiley&Sons, New York 1930.
- V. K. Zworykin, George A. Morton: Television; the Electronics of Image Transmission. J. Wiley&Sons, New York 1940.
- V. K. Zworykin, E. D. Wilson: Photoelectricity and its application. J. Wiley&Sons, New York 1949.
- V. K. Zworykin u. a.: Electron Optics and the Electron Microscope. J. Wiley&Sons, New York 1945.
- V. K. Zworykin: Some Prospects in the Field of Electronics. Washington 1952.
- V. K. Zworykin: Como evoluciona la televisión. Madrid 1954.
- V. K. Zworykin, G. A. Morton: Television; the Electronics of Image Transmission in Color and Monochrome. J. Wiley&Sons, New York 1954.
- V. K. Zworykin, E. G. Ramberg, L. E. Flory: Television in Science and Industry. J. Wiley&Sons, New York 1958.